# Lyssavirus
Lyssavirus este un gen de ribovirusuri din familia Rhabdoviridae⁠(d), care include agenți patogeni capabili să provoace boli severe la animale și oameni. Cel mai cunoscut membru al acestui gen este virusul rabiei⁠(d) (Rabies virus), responsabil de boala letală rabie ("turbare"). Lyssavirusurile sunt clasificate ca virusuri ARN monocatenare cu sens negativ și au o structură distinctivă de tip „glonț”.

## Clasificare
- **Regn:** Riboviria
- **Ordin:** Mononegavirales
- **Familie:** Rhabdoviridae
- **Gen:** Lyssavirus
Acest gen conține mai multe specii de virusuri, dintre care unele afectează în mod specific anumite animale și regiuni geografice, dar toate pot provoca boli neurologice⁠(d) grave.

## Specii
Genul **Lyssavirus** include mai multe specii, printre care:
1. **Rabies lyssavirus** (virusul rabiei) – cea mai cunoscută specie, asociată cu rabia.
2. **Lagos bat lyssavirus** – găsit la lilieci în Africa.
3. **Mokola virus** – raportat la animale domestice și sălbatice în Africa.
4. **Duvenhage lyssavirus** – descoperit în Africa de Sud, la oameni și lilieci.
5. **European bat lyssavirus 1 și 2 (EBLV-1, EBLV-2)** – asociat cu lilieci în Europa.
6. **Australian bat lyssavirus (ABLV)** – găsit la lilieci în Australia, poate infecta oamenii.

## Morfologie
- Lyssavirusurile au o formă caracteristică de **glonț** sau cilindru, cu o capsidă elicoidală.
- Lungimea variază între 130 și 380 nanometri.
- Virusul este învelit într-o membrană lipoproteică, care conține glicoproteine pe suprafața sa. Aceste glicoproteine joacă un rol crucial în atașarea și intrarea în celulele gazdei.
- În interiorul particulei virale, se află un **ARN monocatenar** cu sens negativ, împreună cu proteine asociate.

## Genom și replicare
Lyssavirusurile au un **genom ARN monocatenar** cu sens negativ, ceea ce înseamnă că genomul lor trebuie să fie transcris în ARN mesager (mRNA) înainte de a putea fi tradus în proteine. Genomul codifică cinci proteine structurale:
1. **N (nucleoproteină)** – protejează ARN-ul viral și formează nucleocapsida.
2. **P (fosfoproteină)** – implicată în replicarea ARN-ului viral.
3. **M (proteină matriceală)** – ajută la asamblarea virionului.
4. **G (glicoproteină)** – se află pe suprafața virusului și este implicată în legarea de celulele gazdă și intrarea în acestea.
5. **L (ARN polimeraza dependentă de ARN)** – esențială pentru replicarea genomului viral.
Virusul pătrunde în organismul gazdei prin mușcăturile animalelor infectate sau prin contactul cu fluidele acestora. Odată ajuns în corp, virusul infectează sistemul nervos periferic și, ulterior, sistemul nervos central (SNC).

## Ciclul de viață
1. **Atașarea:** Glicoproteina virală se leagă de receptorii celulelor nervoase ale gazdei.
2. **Intrarea în celulă:** Virusul pătrunde prin endocitoză, iar ARN-ul său monocatenar este eliberat în citoplasma celulei gazdă.
3. **Replicare și transcriere:** ARN-ul viral este transcris în mRNA și replicat de ARN-polimeraza virală.
4. **Asamblarea:** Proteinele virale și ARN-ul replicat se adună pentru a forma noi virioni.
5. **Eliberarea:** Noi particule virale sunt eliberate din celulă prin înmugurire, infectând alte celule.

## Transmisie
Virusurile din genul **Lyssavirus** sunt transmise în principal prin **mușcătura** unui animal infectat sau prin contactul direct cu saliva acestuia. Principalele animale gazdă sunt carnivorele (precum câinii și vulpile) și liliecii. Liliecii sunt recunoscuți ca vectori principali pentru multe specii de lyssavirusuri, inclusiv virusul rabiei.
- - Rabia și alte boli cauzate de Lyssavirusuri:**

Cea mai cunoscută boală cauzată de un lyssavirus este **rabia**. Rabia este o boală virală care afectează sistemul nervos central și poate fi fatală dacă nu este tratată înainte de apariția simptomelor. Alte lyssavirusuri pot provoca boli similare cu rabia, caracterizate de encefalită și deteriorarea gravă a SNC.
- **Incubare:** Virusul are o perioadă de incubare variabilă, de la câteva zile la câteva luni, în funcție de localizarea mușcăturii și cantitatea de virus transmis.
- **Simptome:** Inițial, simptomele pot include febră, dureri de cap și slăbiciune. Pe măsură ce boala progresează, apar simptome neurologice severe, precum anxietatea, confuzia, paralizia și hidrofobia.
- **Faza finală:** Odată ce virusul ajunge la sistemul nervos central, poate duce rapid la comă și moarte.

## Prevenție și tratament
1. **Vaccinarea:** Vaccinul antirabic este eficient în prevenirea rabiei atât înainte, cât și după expunere. Pentru persoane expuse unui risc crescut (precum veterinari sau persoane care lucrează cu lilieci), vaccinarea preventivă este recomandată.
2. **Tratament post-expunere:** În caz de mușcătură de la un animal suspect de rabie, tratamentul imediat post-expunere (administrarea de vaccin antirabic și imunoglobulină antirabică) este crucial pentru prevenirea bolii.
3. **Controlul animalelor:** Vaccinarea câinilor și gestionarea populațiilor de animale sălbatice sunt metode esențiale de prevenire a răspândirii virusului rabiei și a altor lyssavirusuri.

## Epidemiologie
Virusul rabiei și alte lyssavirusuri sunt distribuite global, dar există diferențe regionale în privința gazdelor și a prevalenței acestor virusuri. În timp ce rabia clasică este răspândită în întreaga lume, alte lyssavirusuri, cum ar fi cele asociate cu liliecii, au fost raportate în zone mai restrânse, cum ar fi Europa, Australia și Africa.